# Max von Arco-Zinneberg

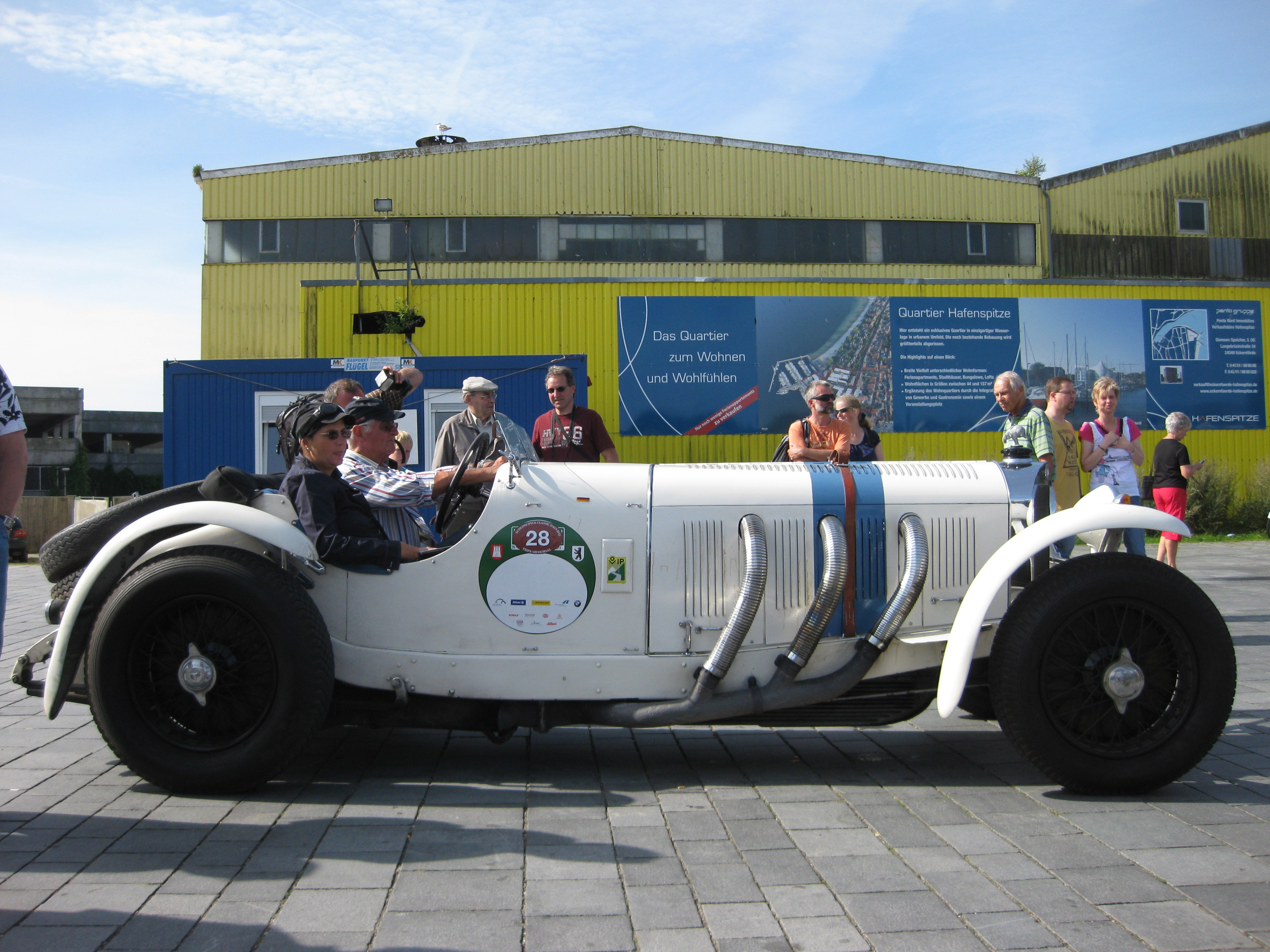
Ein Mercedes-Benz SSK von 1929.

Maria Maximilian Josef Ludwig Engelbert Graf von und zu Arco-Zinneberg (* 28. März 1908 in München; † 20. Mai 1937 in Wien) war ein deutscher Automobilrennfahrer.

## Familie
Er war erstgeborener Sohn von Maria Joseph, Graf von und zu Arco-Zinneberg (1881–1924) und Wilhelmine Gabriela Maria, Prinzessin von Auersperg (1884–1919), Enkel von Ludwig von Arco-Zinneberg sowie Urenkel von Maximilian von Arco-Zinneberg.

## Karriere als Rennfahrer
Graf Maximilian Arco-Zinneberg startete in den 1920er- und 1930er-Jahren als Privatfahrer auf Mercedes-Benz. In den Jahren zwischen 1929 und 1931 erzielte er dabei beachtliche Erfolge.
So gewann er zusammen mit August Momberger am 14. Juli 1929 auf einem Mercedes-Benz SSK in der Klasse der Sportwagen mit mehr als 3 Liter Hubraum den Großen Preis der Nationen für Sportwagen auf dem Nürburgring und wurde Gesamt-Dritter bei diesem Rennen. Am 6. September 1929 gewann Arco-Zinneberg auch das erste internationale Gaisbergrennen. Er befuhr die damals 11,84 km lange Strecke auf einem Mercedes-Benz SSK mit einer Durchschnittsgeschwindigkeit von 80 km/h.
Im Rahmen des internationalen Grand-Prix-Sports war Max von Arco-Zinneberg 1930 und 1931 aktiv. So trat er auf Mercedes-Benz SSK beim Großen Preis von Monaco 1930 an, schied aber durch Unfall bereits in der ersten Runde aus. Für den Masaryk-Grand-Prix 1931 in Brünn meldete er einen Bugatti T35B, trat aber nicht an.
Im Mai 1937 verunglückte Max von Arco-Zinneberg bei einem Flug über dem Flugplatz Flughafen Aspern in Wien tödlich. Er ist bestattet in der Arco-Zinneberg’schen Grablege in der Wallfahrtskirche Tuntenhausen.